# 바티칸 시국의 소유지

간돌포 성 (Castel Gandolfo)에 있는 바티칸 시국의 법외 소유지.
1. 파팔 궁전 및 궁전과 인접한 정원
2. 빌라 키보 (Villa Cybo)의 정원
3. 빌라 바르베리니 (Villa Barberini), 정원, 농업구역
4. 올리베토 엑스바첼리 (Oliveto ex-Bacelli)
5. 산 토마소 디 빌라노바 교회 (San Tommaso di Villanova)

바티칸 시국의 소유지는 1929년 바티칸 시국이 이탈리아 왕국과 맺었던 라테라노 조약과 관련이 있다. 교황이 거주하고 있는 바티칸 시국의 영역은 이탈리아 라치오주 로마에 위치해 있으며, 그 외에도 이탈리아 영토에 속하지만 외국 대사관처럼 면책 특권을 누리고 있는 지역이 일부 있다.

## 로마 내 바티칸 시국 외부에 있는 영토

### 법외 소유지
- 산 조반니 인 라테라노 대성당
- 산타 마리아 마조레 대성당
- 산 파올로 푸오리 레 무라 대성당 (베네디토 수도회, 산 파올로 교황청 예배당, 교황청 베다 대학교를 비롯한 복합 지구)
- 라테라노 궁전, 교황청 라테라노 대학교 및 소속 건물들
- 산 칼리스토 궁전 - 교황청 사회복지협의회 소재지
- 교황청 우르바니아나 대학교, 교황청 북아메리카 대학교, 밤비노 제수 병원 등 자니콜로 언덕에 자리한 여러
- 비토리오 에마누엘레 광장과 캄포 데 피오리 사이에 있는 칸첼레리아 광장
- 스파냐 광장의 프로파간다 피데 궁전 (신앙교리성 소재지)
- 산투피치오 궁전 - 인류복음화성 소재지. 산투피치오 광장 위치, 성 바오로 대성당 부근
- 동방교회성 궁전 - 비아 델라 콘칠리아치오네 소재
- 피오 궁전 - 비아 델라 콘칠리아치오네 소재
- 비카리아토 궁전 (마테이 마셰로티 궁전) - 제수 광장 부근 비토리오 에마누엘레 대로의 피냐 로(Via della Pigna)에 소재.
- 교황청 로마 신학교
- 캄포 산토 테우토니코
- 바오로 6세 알현실의 대부분 구역 (단 교황 의석이 자리한 연단은 바티칸 영토)

### 비치외법권 소유지
- 사도 궁전 - 산티 아포스톨리 대성당과 인접
- 산 카를로 아이 카티나리 교회와 인접한 궁전 건물
- 콜레조 벨라미노 - 세미나리오 가에 위치한 건물. 산티냐치오 교회와 인접
- 산타 마리아 마조레 광장의 고고학 연구소, 교황청 동방학 연구소, 롬바르디아 대학과 러시아 대학
- 산타폴리나레 광장과 델라 세롤라 가 사이에 위치한 산타폴리나레 궁전 건물 두 개
- 성 요한과 성 바오로의 도피처 - 카엘리아누스 언덕에 자리한 네로 황제의 님파에움을 포함

### 옛 치외법권 소유지
- 다타리아 궁전 - 퀴리날레 궁전 부근에 위치. 피오 궁전과 소유권을 교환받아 이제 더 이상 교황청 소유가 아니다.[3]

## 로마 외부

### 치외법권 소유지
- 카스텔 간돌포 교황 궁전 - 빌라 시보, 빌라 바르베리니 등의 정원과 그에 인접한 정원, 폰티피초 콜레조 우르바노 디 프로파간다 피데 여름별장, 카스텔간돌포와 알바노라치알레 마을 사이에 있는 교황령 농장

### 비치외법권 소유지
- 산타 카사 대성당 - 안코나현 로레토 소재
- 산 프란체스코 다시시 대성당 - 페루자현 아시시 소재
- 산탄토니오 디 파도바 교황 대성당 - 파도바현 파도바 소재

1993년 교황청과 이스라엘국의 영구 협정에 따라 이스라엘 내 여러 기독교 성지의 소유권과 면세 혜택이 교황청에게 돌아가게 되었다. 하지만 바티칸과 이스라엘 정부 간에 외교 문제로 인해 협정이 최종 발효되지는 못하고 있다.

## 같이 보기
- 교황령
- 바티칸 시국